# Une goutte
Pour les articles homonymes, voir Goutte.
Une goutte (Una goccia) est une nouvelle fantastique de l'écrivain italien Dino Buzzati est une nouvelle de l'écrivain italien Dino Buzzati, publiée en 1958 dans le recueil Sessanta racconti.
La traduction en français de cette nouvelle paraît pour la première fois en France en 1968 dans le recueil Les Sept Messagers. Elle n'est pas présente dans le recueil original italien I sette messaggeri.

## Résumé
Dans la cage d'escalier d'un immeuble, tous les soirs, on entend un "tic-tic". Il s'agit du bruit d'une goutte d'eau. Mais cette goutte remonte les escaliers. Que représente-t-elle ? La volonté ? La persévérance ? Non, simplement la peur, celle des gens, derrière leur porte, craignant que cette goutte, qui ne fait que monter les escaliers, n'ait de funestes desseins.

## Éditions françaises
- In Les Sept Messagers, recueil de vingt nouvelles de Dino Buzzati, traduction de Michel Breitman, Paris, Robert Laffont, coll. « Pavillons », 1968
- In Les Sept Messagers, Paris, UGE, coll. « 10/18. Domaine étranger » no 1519, 1982  (ISBN 2-264-00478-9)